# OBA Bulk Terminal Amsterdam

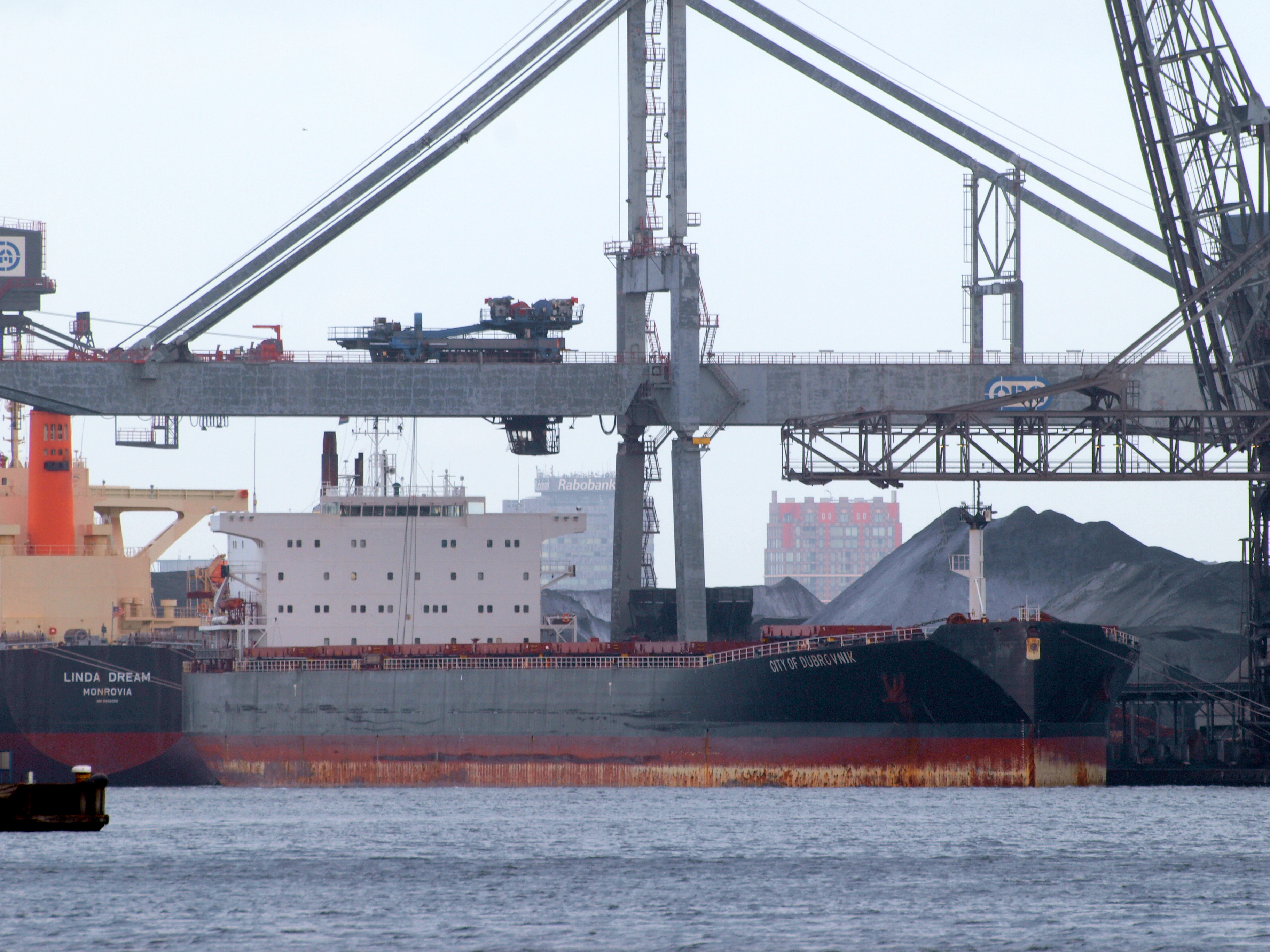
City of Dubrovnik bij de OBA terminal in the Westhaven van Amsterdam

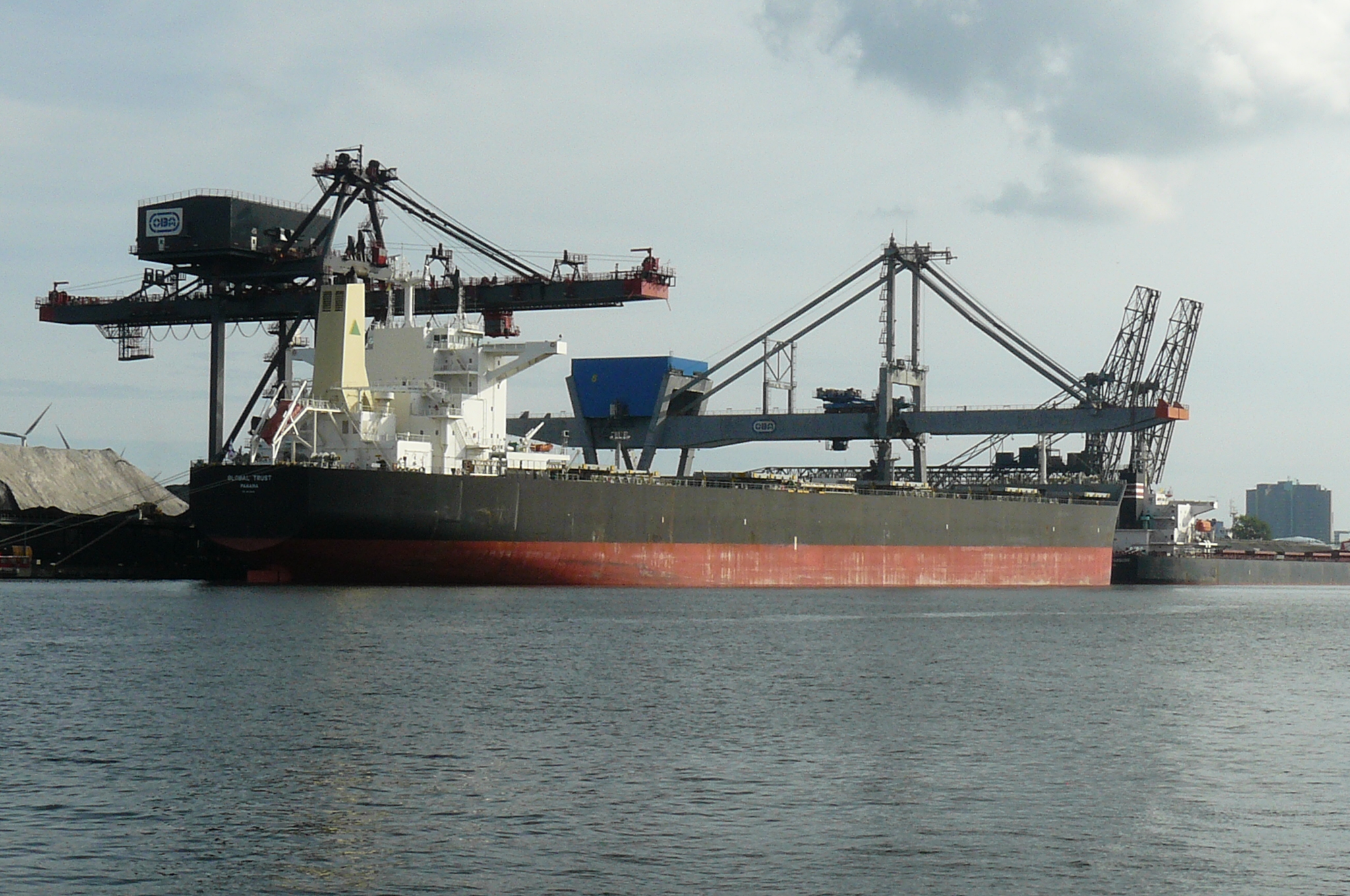
Steenkolen worden gelost met twee grote walkranen uit de bulkcarrier Global Trust bij de OBA Terminal

OBA Bulk Terminal Amsterdam (voorheen Overslagbedrijf Amsterdam) is een overslagbedrijf voor bulkgoed in het Westelijk Havengebied van Amsterdam. De belangrijkste productgroepen die worden overgeslagen zijn: steenkool, agrarische producten, mineralen en biomassa.

## Geschiedenis
Op 17 maart 1954, twee jaar na de opening van het Amsterdam-Rijnkanaal ging de gemeente Amsterdam akkoord met de oprichting van een overslagbedrijf voor droge bulkgoederen. Het overslagbedrijf werd het resultaat van de samenwerking tussen de gemeente en een aantal particuliere bedrijven waaronder de rederijen SMN en KNSM, de scheepswerven ADM en NDSM, Koninklijke Hoogovens en een aantal financiële partijen. Op 11 oktober 1954 vond de oprichting plaats van Overslagbedrijf Amsterdam (OBA). De gemeente had prioriteitsaandelen en daarmee de zeggenschap. Verder investeerde de gemeente negen miljoen gulden voor de aanleg van de kades en de aanschaf van laadbruggen en kranen.
Met het kanaal was de verbinding tussen Amsterdam en het Duitse achterland sterk verbeterd. De West-Duitse staalindustrie had een grote behoefte aan ijzererts en steenkool. Steenkool werd in toenemende mate uit de Verenigde Staten geïmporteerd. Dankzij de gunstige ligging en dikke lagen konden de kolen door middel van dagbouw worden gemijnd. Amerikaanse steenkool was goedkoper dan die van Europese mijnen zelfs na het zeetransport over de Atlantische Oceaan. In diezelfde tijd schakelde de staalindustrie over op erts met een hoger ijzergehalte. De ijzererts werd ingevoerd vanuit West-Afrika, Zuid-Amerika en Zweden. Deze ontwikkelingen werkten in het voordeel van het Amsterdamse overslagbedrijf.
Het OBA werd gevestigd aan de Westhaven naast de Ford-fabriek. In juli 1956 ging het bedrijf van start met drie brugkranen met een hefvermogen van 16 ton. Op de kade was een transportband geïnstalleerd met een capaciteit van 2000 ton per uur. Het bedrijf was een succes, in 1957 verdubbelde de overslag van steenkool en ijzererts in de haven. De Rotterdamse haven was ongelukkig met deze ontwikkeling, want deze groei ging ten koste van de Rotterdamse overslagbedrijven. Burgemeester van Walsum van Rotterdam verklaarde: "De oprichting van een overslagbedrijf .... was een 'onnatuurlijke', alleen met overheidssteun door te zetten, vestiging".
Eind jaren 70 van de vorige eeuw breidde OBA uit, nadat de fabriek van Ford was gesloten. Daardoor werd een uitbreiding van het opslagterrein mogelijk. OBA bestelde voor 25 miljoen gulden een nieuwe laadbrug. Met een spanwijdte van 85 meter en een hefvermogen van 50 ton was het een van de grootste ter wereld. De uitbreiding was op een ongelukkig moment. Op het hoogtepunt werd zo'n 13 miljoen ton ijzererts overgeslagen voor de Duitse staalindustrie. De ertsschepen werden echter groter en konden de sluizen van IJmuiden niet meer passeren. Verder richtte de staalindustrie in Rotterdam een eigen ertsterminal op, Ertsoverslagbedrijf Europoort. Het verlies aan lading werd deels opgevangen door extra aanvoer van kolen.
In 1993 werd de nieuwe met steenkoolgestookte Hemwegcentrale gebouwd. OBA ligt hier 500 meter vandaan en de steenkool wordt met een transportband direct van het opslagterrein naar de centrale vervoerd. Verder werden in toenemende mate steenkolenmijnen in Europa gesloten waardoor meer importkool noodzakelijk werd. In maart 2019 besloot de Nederlandse regering dat de Hembrugcentrale moet sluiten, dit gebeurde ook daadwerkelijk in december 2019. OBA verloor hierdoor een grote klant, de Hemwegcentrale was goed voor 1,5 tot 1,8 miljoen ton steenkool per jaar. Dit mist OBA in de aanvoer, maar ook in de afvoer want de kolen werden met een transportband direct naar de Hemwegcentrale getransporteerd. Dat was zo'n 15 à 20% van de totale overslag door OBA. De haven van Amsterdam streeft ernaar in 2030 geen steenkool meer over te slaan. 

## Actuele situatie

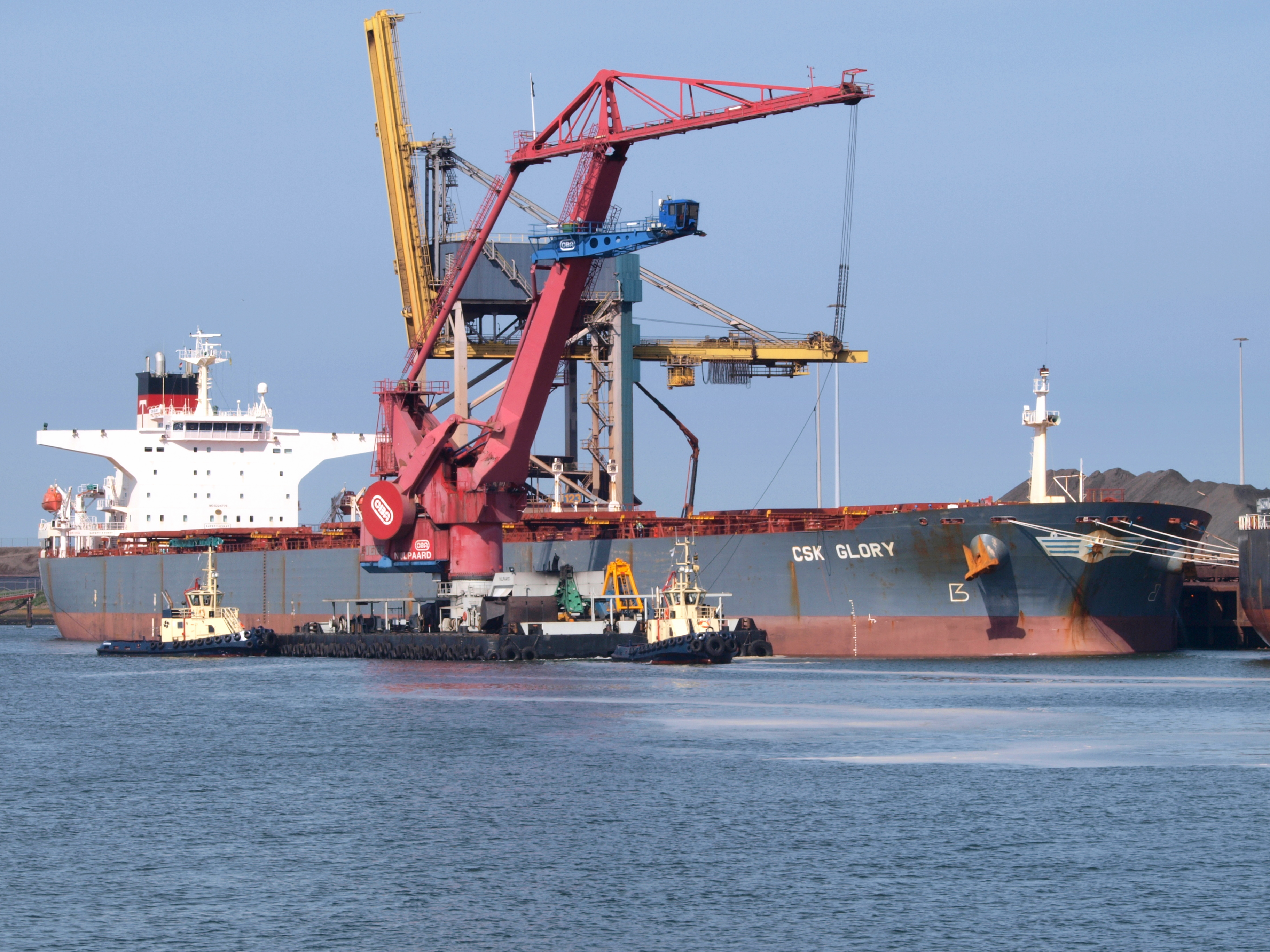
OBA's “Nijlpaard” is een drijvende zwenkkraan met een hefvermogen van 50 ton. Bezig in IJmuiden met het lichteren van een bulkcarrier.

Het bedrijf, dat tussen de Westhaven en de Westhavenweg ligt, is het op een na grootste bulkoverslagbedrijf in Nederland. De totale dagelijkse verwerkingscapaciteit is 100.000 ton en het bedrijf heeft ruim honderd medewerkers. Zeeschepen met een maximale diepgang van 13,75 meter kunnen aan de kade worden behandeld, schepen die dieper steken worden eerst met behulp van drijfkranen buiten de sluizen van IJmuiden gelichterd. De terminal beschikt over een eigen kade voor het laden en lossen van binnenvaartschepen en heeft een spooraansluiting op het raccordement Amsterdam Westhaven.
Op het terrein is voldoende opslagruimte voor 3 miljoen ton steenkool. Verder zijn er verschillende loodsen met een oppervlakte van 25.000 m² voor de opslag van de andere bulkproducten.
In juli 2012 kreeg OBA een nieuwe 60-tonsoverslagkraan voor het laden en lossen van droge bulkgoederen. De kraan heeft een piekcapaciteit van 3500 ton kolen per uur en vervangt een 30-tons brugkraan. OBA beschikt hiermee over de drie grootste bulkoverslagkranen in Amsterdam. Met de nieuwe brugkraan en het bijbehorende transportbandensysteem is een investering gemoeid van circa € 15 miljoen.
De overslagvolumes variëren van jaar tot jaar; in de drie jaren van 2011 tot en met 2013 werd gemiddeld 11,5 miljoen ton aan goederen overgeslagen en een omzet van circa € 60 miljoen gerealiseerd. In 2013 behaalde OBA een nettowinst van € 11,6 miljoen.
OBA heeft per 1 april 2014 een negen hectare groot terrein van een collega-stuwadoorsbedrijf overgenomen. Het nieuwe terrein was een soort enclave binnen de bestaande terminal van OBA. De hekken worden weggehaald en OBA krijgt nu de beschikking over een aaneengesloten terrein van 70 hectare. De totale opslagcapaciteit neemt met zo'n 650.000 ton toe.
Medio 2021 nam OBA de IGMA Bulk Terminal over van Cargill. De aankoop omvat alle activa, met inbegrip van alle laad- en losapparatuur zoals kranen, weegtorens, grijpers en transportsystemen. OBA wil minder afhankelijk worden van de overslag van steenkool en heeft de ambitie een belangrijke, multifunctionele terminaloperator voor stortgoederen te worden in de haven van Amsterdam. Met deze overname verstrekt OBA de positie in de over- en opslag van landbouwproducten.
Ongeveer twee derde van de aandelen OBA was in handen van het Rotterdamse havenbedrijf HES Beheer. Op 1 maart 2022 heeft HES de resterende aandelen overgenomen vaar mede-eigenaar Oxbow waarmee HES de enige aandeelhouder is geworden.

## Naslagwerk
- De Haven van Amsterdam, Zeven eeuwen ontwikkeling Auteurs: Carly Misset (redactie), Roeland Gilijamse en Hans Bonke (auteurs). Uitgeverij Thoth, Bussum, september 2009. ISBN 978-906868-515-2